# Arachis lignosa
Arachis lignosa är en ärtväxtart som först beskrevs av Robert Hippolyte Chodat och Emil Hassler, och fick sitt nu gällande namn av Antonio Krapovickas och Walton Carlyle Gregory. Arachis lignosa ingår i släktet jordnötter, och familjen ärtväxter. Inga underarter finns listade i Catalogue of Life.